# ОЦ-44
Снайперська гвинтівка спеціального призначення ОЦ-44 — російська великокаліберна снайперська гвинтівка виконана у компонуванні булпап за схемою Л. В. Бондарева і створена в ЦКИБ СОО (філія КБП).
При виготовленні гвинтівки ОЦ-44 був врахований досвід розробки снайперської гвинтівки СВУ і використано ряд її конструкційних рішень.
Головна оригінальна риса снайперської гвинтівки ОЦ-44 — зміщення ствола вперед для перезарядження. Перезаряджання гвинтівки здійснюється вручну.
Гвинтівка оснащується оптичним і нічним прицілами, звичайними сошками і регульованою опорою-сошкою, розташованої в нижній частині прикладу.
Відбій послаблюється підпружиненим прикладом з амортизованим потиличником.
На гвинтівку встановлений досить потужний, великогабаритний глушник, який як у снайперської гвинтівки ВСР «сильно» насунутий на ствол і майже не збільшує довжину ствола. Глушник складається з циліндричної камери, розділеної поперечними перегородками. Проте, в силу специфіки патронів з надзвуковою початковою швидкістю кулі, звук повністю не глушиться, а послаблюється до звуку пострілу зі снайперської гвинтівки СВД.
Крім стандартного снайперського патрона 12,7 х108 мм при стрільбі з ОЦ-44 так само може бути використаний патрон зниженої потужності, що дозволяє краще маскувати звук пострілу, хоча це сильно впливає на дальність польоту кулі.
За заявою розробників цієї гвинтівки, також проводилися роботи над аналогічною конструкцією снайперської гвинтівки під потужніший 14,5 мм патрон.